# Stipagrostis vulnerans
Stipagrostis vulnerans är en gräsart som först beskrevs av Carl Bernhard von Trinius och Franz Josef Ivanovich Ruprecht, och fick sitt nu gällande namn av De Winter. Stipagrostis vulnerans ingår i släktet Stipagrostis och familjen gräs. Inga underarter finns listade i Catalogue of Life.